# Крістін Сінклер
Крістін Сінклер  (англ. Christine Sinclair; нар. 12 червня 1983) — канадська футболістка, олімпійська медалістка.

## Виступи на Олімпіадах
| Олімпіада           | Дисципліна | Місце |
| ------------------- | ---------- | ----- |
| Пекін 2008          | футбол     | 8     |
| Лондон 2012         | футбол     | 3     |
| Ріо-де-Жанейро 2016 | футбол     | 3     |